# Clark's Point
Clark's Point est une ville d'Alaska aux États-Unis dans la Région de recensement de Dillingham. En 2010, il y avait 62 habitants.

## Situation et climat
Elle est située sur une langue de terre, au nord-est de la baie Nushagak, à 24 km de Dillingham et à 542 km d'Anchorage.
La moyenne des températures va de 3 °C à 19 °C en juillet et de −16 °C à −1 °C en janvier.

## Histoire
L'endroit était appelé Saguyak par les Inuits, mais il n'y a pas de trace d'un village avant l'établissement par la Nushagak Packing Company, d'une conserverie en 1888. Son nom lui vient de John Clark, qui était le patron de l'Alaska Commercial Company à Nishagak. Il avait ouvert une usine de salaison avant d'ouvrir la conserverie. C'est en 1893 que cette dernière a été incluse dans l'Alaska Packers Association.
Pendant la Seconde Guerre mondiale, le travail de la conserverie cesse, et seule l'usine de salaison subsiste jusqu'en 1952. En 1929, une grave inondation dévaste le village. Comme l'érosion est toujours une menace pour les habitants, un projet de relogement est lancé en 1982 pour déplacer la population dans un endroit à l'abri des risques.
Les habitants vivent actuellement de la pêche et de la commercialisation du poisson.

## Démographie
| 1890 | 1930 | 1940 | 1950 | 1960 | 1970 |
| ---- | ---- | ---- | ---- | ---- | ---- |
| 7    | 25   | 22   | 128  | 138  | 95   |

| 1980 | 1990 | 2000 | 2010 | - | - |
| ---- | ---- | ---- | ---- | - | - |
| 79   | 60   | 75   | 62   | - | - |

## Sources et références
- (en) CIS

- (en) Cet article est partiellement ou en totalité issu de l’article de Wikipédia en anglais intitulé « Clark's Point, Alaska » (voir la liste des auteurs).

1. ↑  « Statistiques des États-Unis - Alaska - Profils des communautés de 2010 » (consulté en novembre 2020)